# Hygophum hanseni
Hygophum hanseni és una espècie de peix de la família dels mictòfids i de l'ordre dels mictofiformes.

## Morfologia
- Els mascles poden assolir 6,7 cm de longitud total.[4]

## Hàbitat
És un peix marí i d'aigües profundes que viu entre 57-728 m de fondària.

## Distribució geogràfica
Es troba a l'hemisferi sud: oceans Atlàntic, Índic i Pacífic.